# Nowyj Jarytschiw
Nowyj Jarytschiw (ukrainisch Новий Яричів; russisch Новый Ярычев/Nowy Jarytschew, polnisch Jaryczów Nowy) ist eine Siedlung städtischen Typs in der Oblast Lwiw im Westen der Ukraine.
Die Siedlung ist 22 Kilometer nordöstlich von Lemberg und etwa 23 Kilometer südlich der ehemaligen Rajonshauptstadt Kamjanka-Buska am Flüsschen Jarytschiwka gelegen.

## Geschichte
Der Ort wurde 1370 zum ersten Mal schriftlich erwähnt und bekam 1618 das Magdeburger Stadtrecht verliehen. Er lag zunächst in Polen, kam 1772 als Jaryczów Nowy zum österreichischen Galizien und war von 1918 bis 1939 ein Teil der Polnischen Republik (im Powiat Lwów, Woiwodschaft Lwów). Nach dem Ende des Zweiten Weltkrieges fiel der Ort an die Sowjetunion, seit 1991 ist er Teil der heutigen Ukraine. 1940 erhielt das nunmehr Jarytschiw Nowyj (Яричів Новий) genannte Dorf den Status einer Siedlung städtischen Typs, bis 1962 war es auch das Rajonszentrum des gleichnamigen Rajons. Seit dem 15. August 1944 trägt es seinen heutigen Namen.

## Verwaltungsgliederung
Am 12. Juni 2020 wurde die Siedlung zum Zentrum der neu gegründeten Siedlungsgemeinde Nowyj Jarytschiw (Новояричівська селищна громада/Nowojarytschiwska selyschtschna hromada). Zu dieser zählen auch die Siedlung städtischen Typs Sapytiw sowie die in der untenstehenden Tabelle angeführten 16 Dörfer im Rajon Lwiw; bis dahin bildet sie die Siedlungsratsgemeinde Nowyj Jarytschiw (Новояричівська селищна рада/Nowojarytschiwska selyschtschna rada) im Rajon Kamjanka-Buska.
Folgende Orte sind neben dem Hauptort Nowyj Jarytschiw Teil der Gemeinde:
| Name                     | Name            | Name                                 | Name             |
| ukrainisch transkribiert | ukrainisch      | russisch                             | polnisch         |
| ------------------------ | --------------- | ------------------------------------ | ---------------- |
| Banjunyn                 | Банюнин         | Банюнин (Banjunin)                   | Banunin          |
| Borschtschowytschi       | Борщовичі       | Борщовичи (Borschtschowitschi)       | Barszczowice     |
| Chreniw                  | Хренів          | Хренов (Chrenow)                     | Chreniów         |
| Didyliw                  | Дідилів         | Дедилов (Dedilow)                    | Dziedziłów       |
| Kukesiw                  | Кукезів         | Кукезов (Kukesow)                    | Kukizów          |
| Mali Nahirzi             | Малі Нагірці    | Малые Нагорцы (Malije Nagorzy)       | Nahorce Małe     |
| Nesluchiw                | Неслухів        | Неслухов (Nesluchow)                 | Niesłuchów       |
| Nowa Lodyna              | Нова Лодина     | Новая Лодына (Nowaja Lodyna)         | Łodyna Nowa      |
| Pykulowytschi            | Пикуловичі      | Пикуловичи (Pikulowitschi)           | Pikułowice       |
| Rudanzi                  | Руданці         | Руданцы (Rudanzy)                    | Rudańce          |
| Sapytiw                  | Запитів         | Запытов (Sapytow)                    | Zapytów          |
| Sokoliw                  | Соколів         | Соколов (Sokolow)                    | Sokołów          |
| Staryj Jarytschiw        | Старий Яричів   | Старый Ярычев (Stary Jarytschew)     | Jaryczów Stary   |
| Ubyni                    | Убині           | Убыни                                | Ubinie           |
| Welyki Pidlisky          | Великі Підліски | Великие Подлески (Welikije Podleski) | Podliski Wielkie |
| Welykosilky              | Великосілки     | Великосёлки (Welikosjolki)           | Żelechów Wielki  |
| Zeperiw                  | Цеперів         | Цеперов (Zeperow)                    | Ceperów          |